# Palazzo Copeta
Il Palazzo Copeta di Salerno sorge nella parte longobarda della città, sulle pendici del Monte Bonadies, dominato dal Castello di Arechi. Si trova sulla storica via Trotula de Ruggiero ed ospitò l'antica Pretura della città.

## Storia

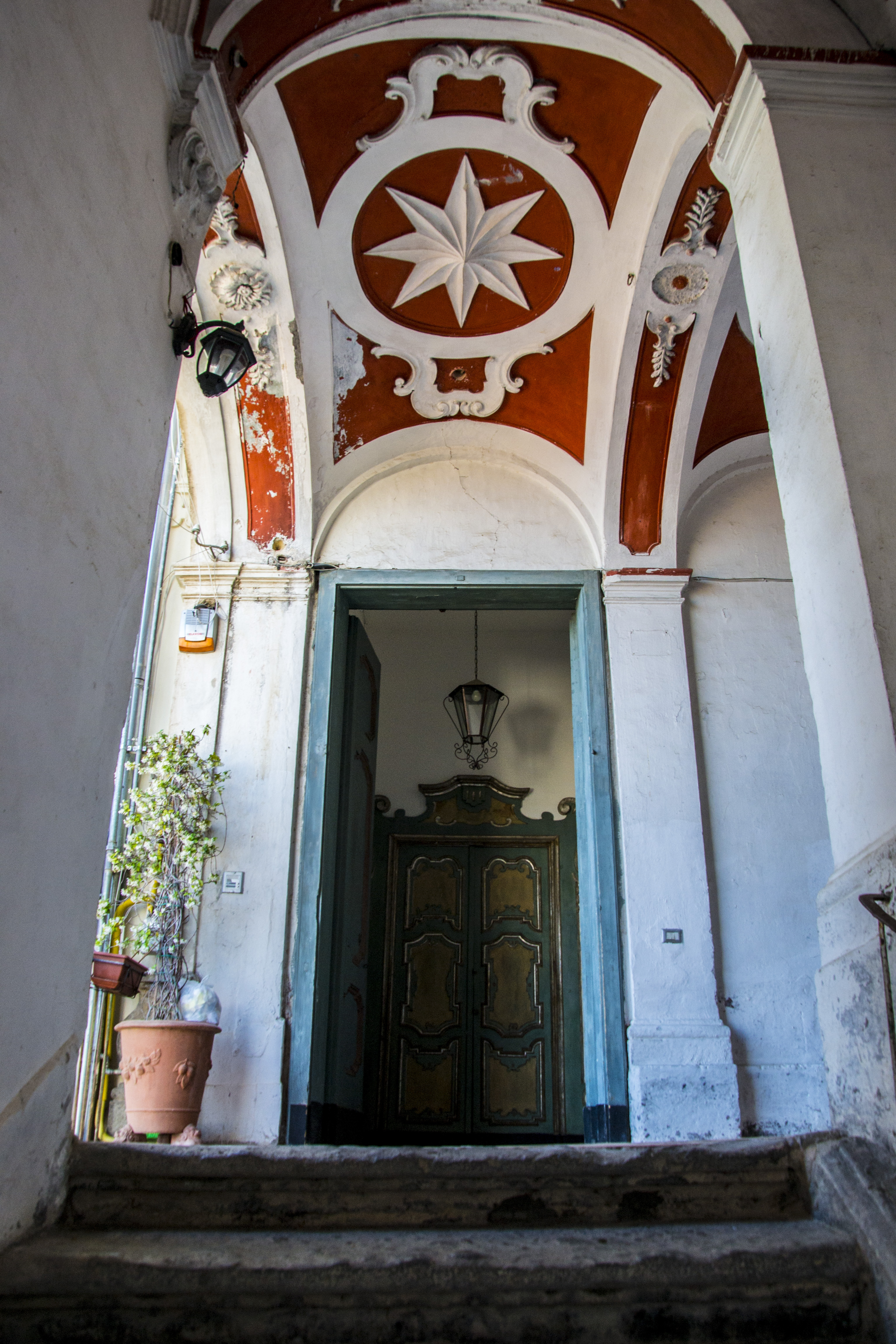
Dettaglio delle decorazioni dell'ultimo piano

Palazzo Copeta rientra tra le abitazioni civili signorili che vengono edificate nel centro storico di Salerno nel corso del XVIII secolo. Sorge in una posizione rialzata nella zona detta Plaium Montis, nei pressi della Chiesa di S. Maria delle Grazie. Gode di una spettacolare vista sul golfo di Salerno, grazie anche alla pianta ad L che consente la vista della Piana del Sele a sud, e della Costiera amalfitana ad ovest. Alcuni documenti hanno consentito di smentire la tradizione secondo la quale fosse stato costruito sul cimitero del vicino convento. 

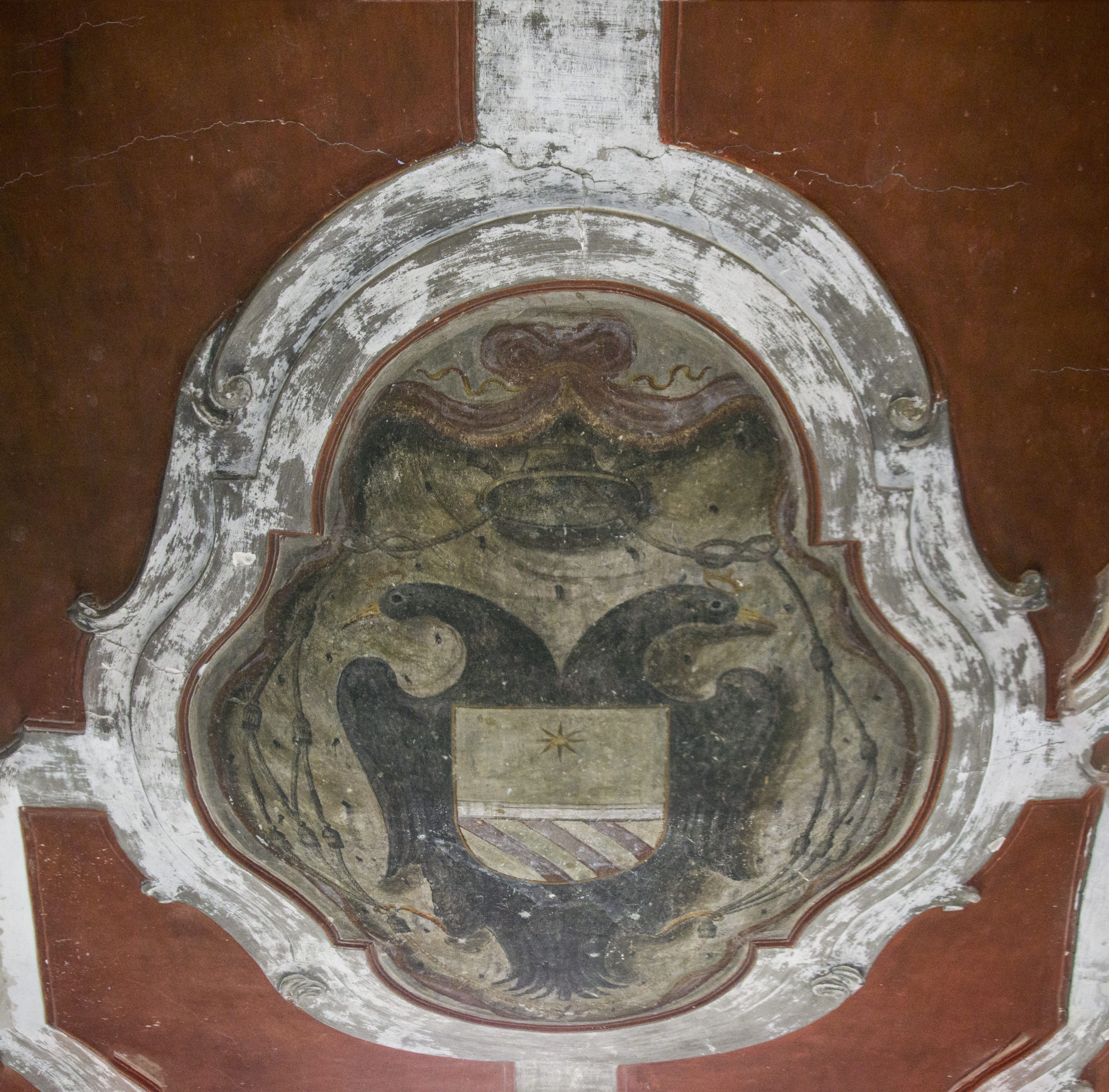
Lo stemma dei Copeta posto nell'androne

Il 18 novembre 1759 il convento di Santa Maria delle Grazie vende a Gerardo Copeta, per la somma di 1200 ducati, una casa con giardino: 
A tali documenti è allegata anche una descrizione del complesso, da cui si evince anche l'esistenza di un giardino con agrumi. Il palazzo quindi non viene costruito ex novo, ma corrisponde ad una ristrutturazione di quello precedente con l'aggiunta di un piano.
I Copeta non avevano origini nobili. Sembra tuttavia che uno dei suoi membri sia stato vescovo: così lascia pensare lo stemma affrescato sulla volta dell'androne. Costui potrebbe essere Biagio, che divenne vescovo di Mottola nel 1727.
Fu una delle ultime sedi della Scuola medica salernitana, che fu chiusa da Gioacchino Murat nel 1811. Le rimanenti "Cattedre di Medicina e Diritto" della Scuola Medica Salernitana, operarono nel vicino Convitto nazionale Torquato Tasso per un cinquantennio, a partire dal 1811. Queste Cattedre facevano uso dei saloni del Palazzo Copeta fino alla loro chiusura nel 1861 per ordine di Francesco De Sanctis, ministro del Regno d'Italia.

## Architettura

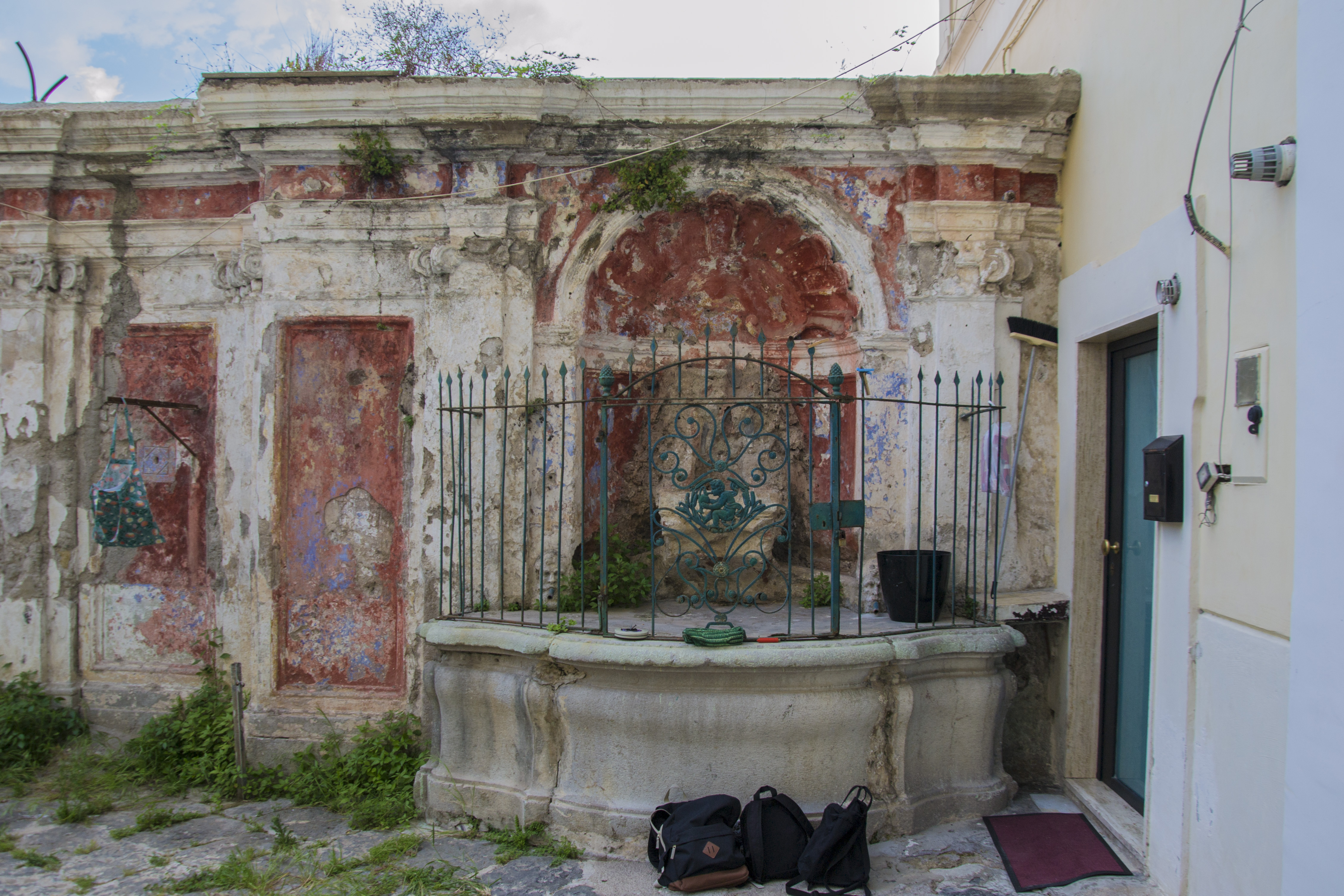
La fontana all'interno del cortile

L'edificio è composto da due bracci raccordati ad angolo retto con esposizione a ponente e a mezzogiorno, verso il mare, dominando l'intero Golfo di Salerno. La sua struttura, rialzata e esposta al sole, si lega alle ville dell'area vesuviana. Il portale di ingresso è in piperno e con conci a rilievo alternati, richiamando al modello sanfeliciano di palazzo Palmarice a Napoli. L'androne è ribassato e sfocia in un cortile poligonale, delimitato da una cortina con decorazioni in stucco e fontana, dove un tempo si aprivano stalle, falegnameria e depositi, oggi diventati civili abitazioni. 
Gli appartamenti sono distribuiti su due piani a cui si accede attraverso una scala che, come sul modello napoletano, predilige spazi vuoti per ricevere luce naturale. Le decorazioni giocano sul contrasto tra piperno e stucchi, con l'inserimento di stelle ad otto punto che coprono quasi tutto il soffitto dei pianerottoli. Tutto il palazzo è caratterizzato da numerosi balconi, decorati con timpani triangolari e ad arco ribassato disposti alternativamente.

## Galleria d'immagini

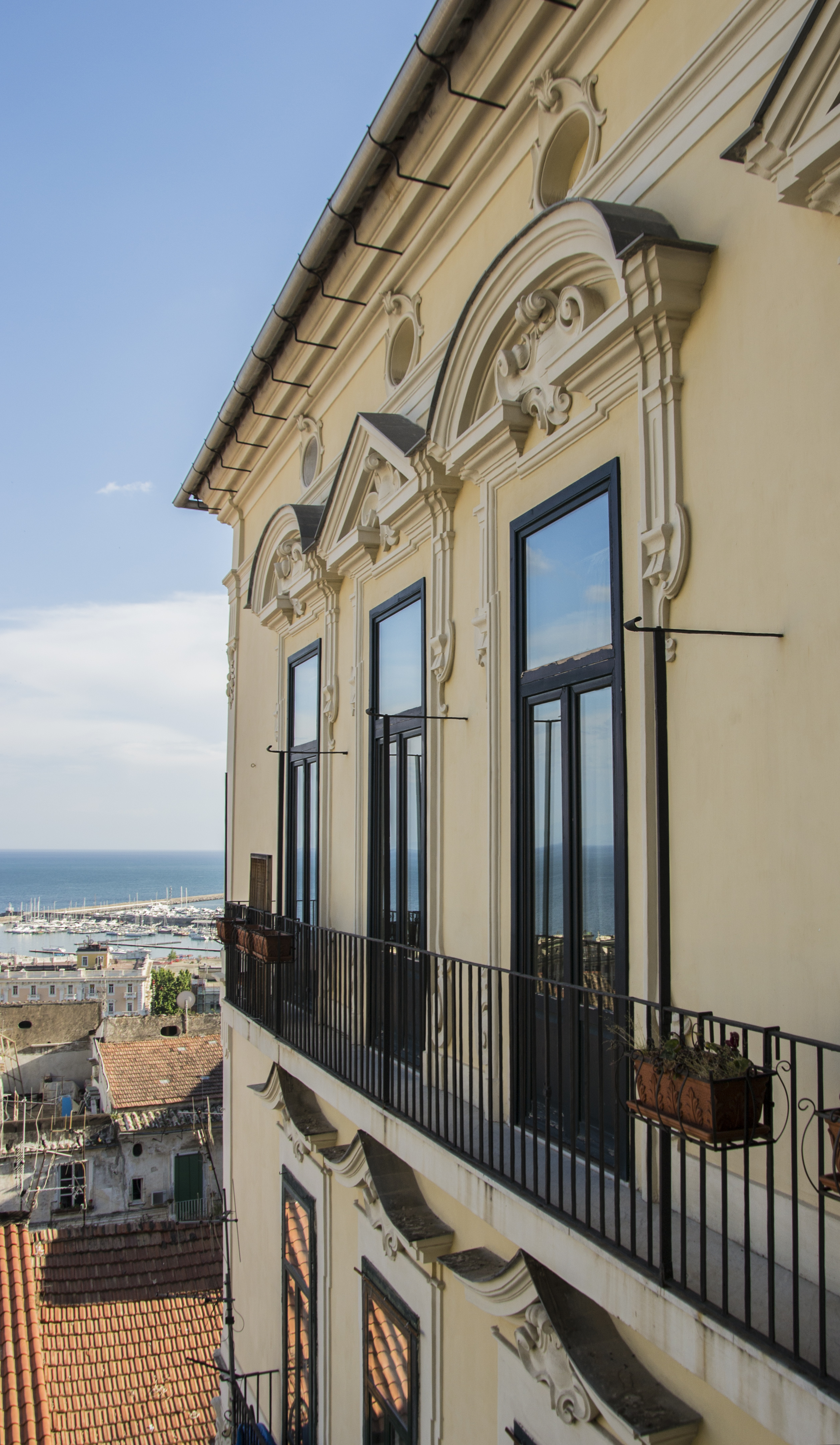
Dettaglio della facciata interna
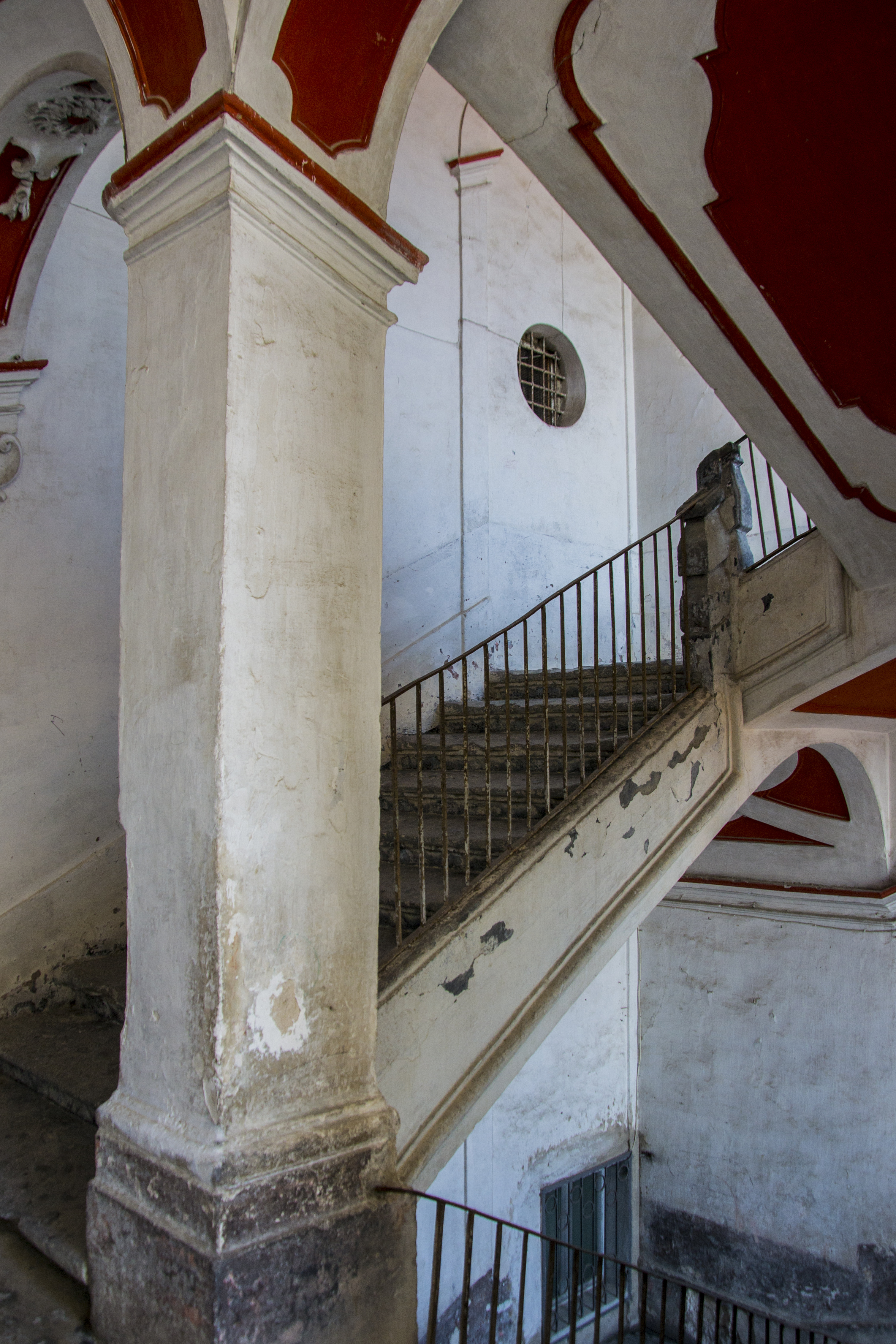
Dettaglio delle scale
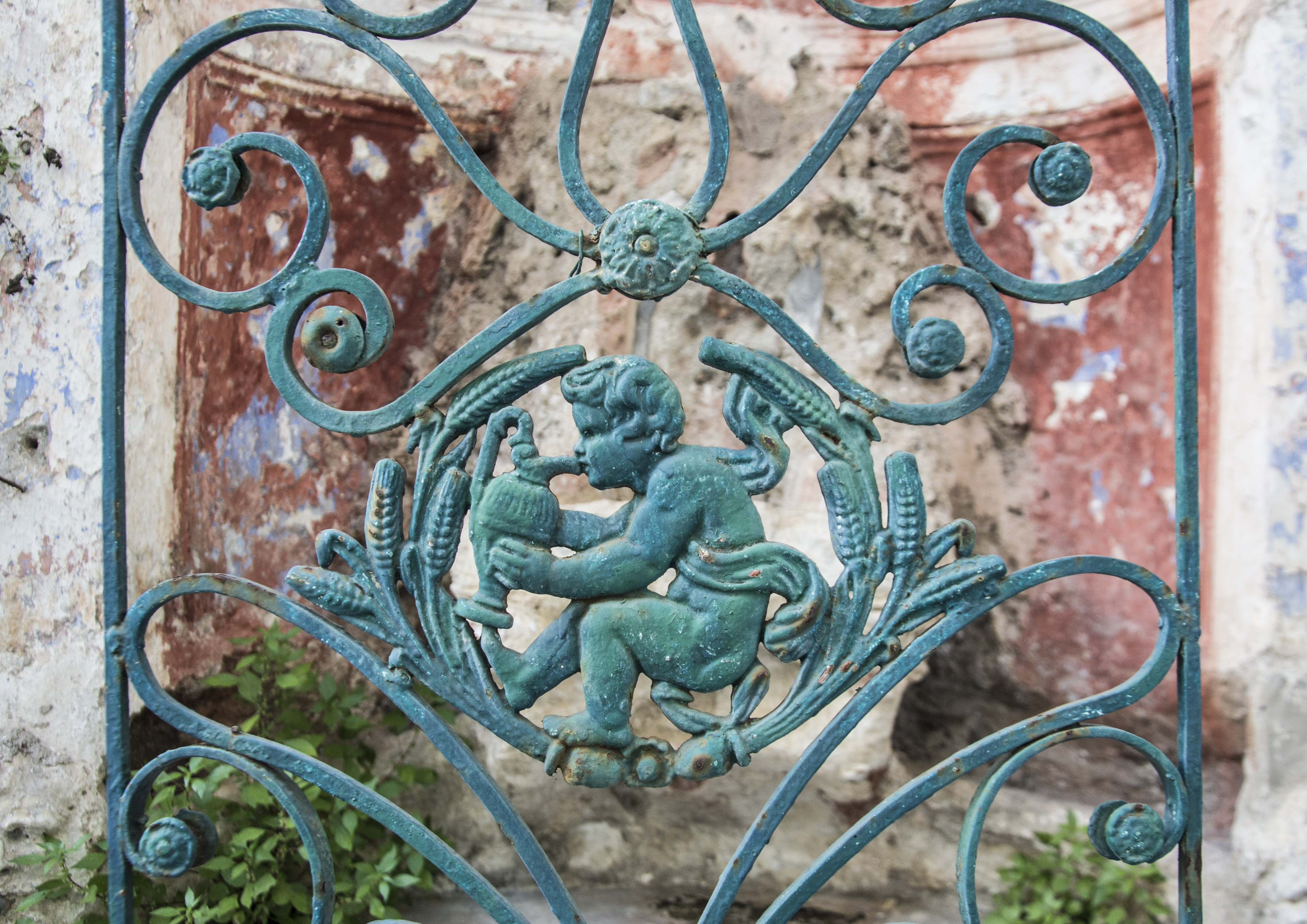
Dettaglio delle decorazioni della fontana nell'atrio